# 李·诺莱科
伦纳德·J·诺莱科（英語：Leonard J. Knorek，1921年7月15日—2003年7月22日），美国NBA联盟前职业篮球运动员。尽管是土生土长的俄亥俄州人，在官方记录中，其出生地却被列为波兰华沙。这事他在和尼克斯签约时同保罗·泰勒的一个玩笑导致的。“当我签约时，我朋友给我协商了华沙，因为他觉得那样看起来更好”，他本人后来如此解释道。